# Coenonympha iphis
Coenonympha iphis är en fjärilsart som beskrevs av Ignaz Schiffermüller 1776. Coenonympha iphis ingår i släktet Coenonympha och familjen praktfjärilar. Inga underarter finns listade i Catalogue of Life.